# Cultivos fundadores

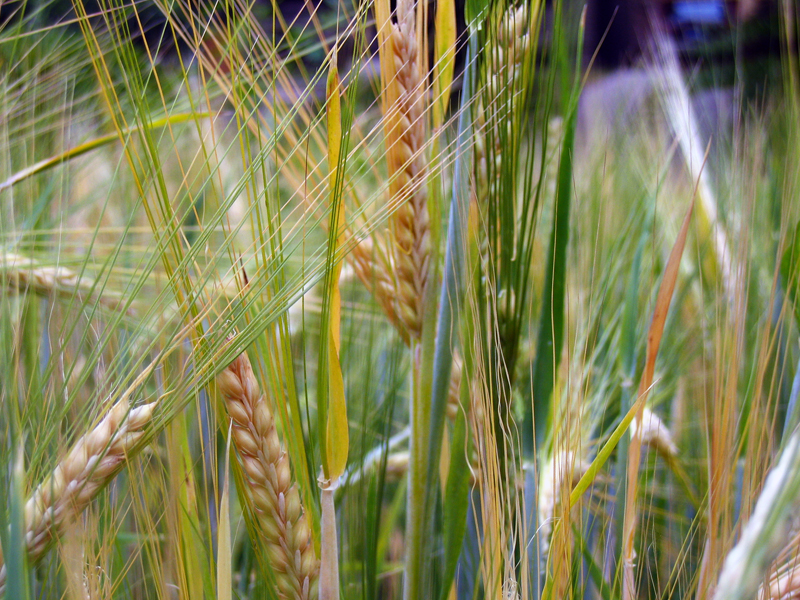
Cebada (Hordeum vulgare)

Los Cultivos fundadores son las ocho primeras especies de plantas que se domesticaron por comunidades humanas en el Creciente fértil durante el Holoceno. Consisten en tres cereales, cuatro leguminosas y una fibra.
Cereales
- Farro (Triticum dicoccum)
- Trigo escanda (Triticum monococcum)
- Cebada (Hordeum vulgare)

Legumbres
- Lenteja (Lens culinaris)
- Guisante (Pisum sativum)
- Garbanzo (Cicer arietinum)
- Haba (Vicia faba)

Fibras
- Lino (Linum usitatissimun)

- Datos: Q4115587